# Центар за културу и туризам Младеновац
Центар за културу и туризам Младеновац је културно-образовна јавна установа у Младеновцу основана 1953. године од стране Градске општине Младеновац. Основна делатност Центра је културно-образовна, са преко 150 програма годишње.
Садржи савремену биоскопску салу од 332 места, велику позорницу и галерију у којој се одржавају концерти, позоришне представе, пројекције филмова, изложбе слика, радионице и друго. Организатор је многобројних културних дешавања међу којима се издвајају Ликовна колонија, позоришни фестивал Театар у једном дејству (обновљен 2006. године) и филмски фестивал Валтер фест (основан 2018. године).